# Heno

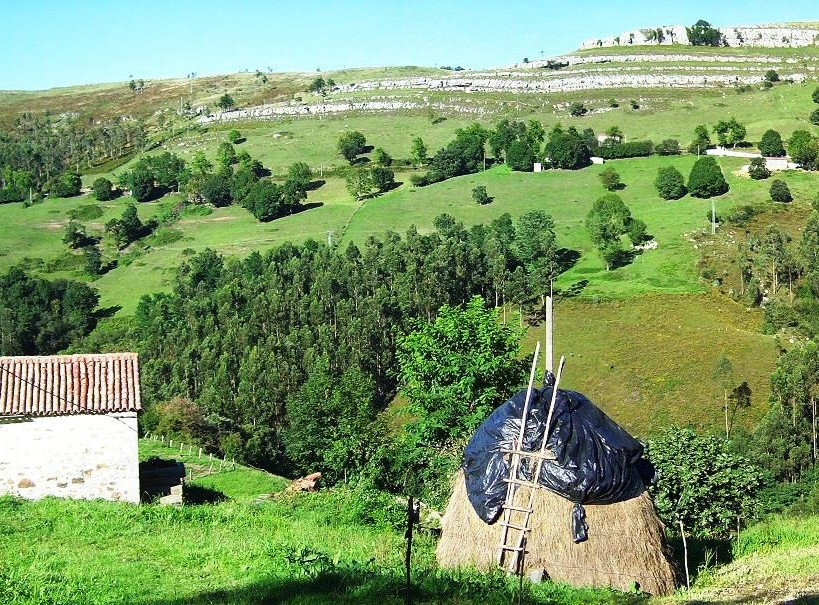
Hacina de hierba. Método tradicional de henificación muy usado en el pasado en la Cornisa Cantábrica de España.

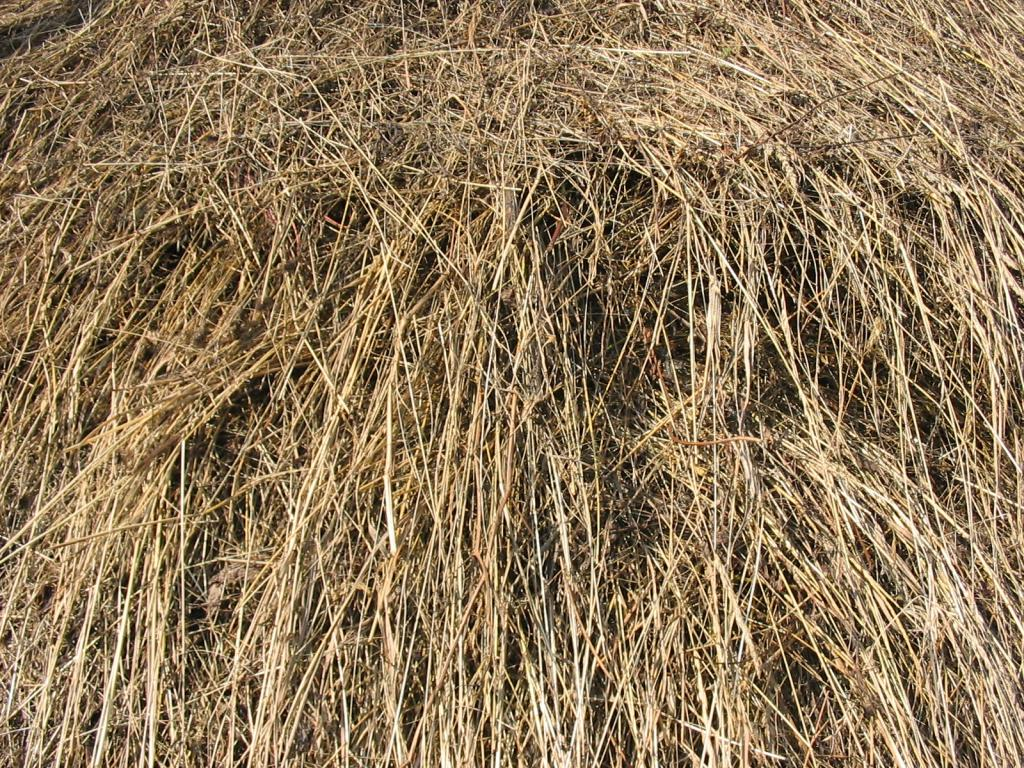
Heno apilado.

El heno, también llamado a veces hierba seca, suele ser una mezcla de gramíneas y/o de leguminosas, cortadas, secas y utilizadas como alimento para los animales. Las flores de pasto también suelen ser parte de la mezcla. Las plantas que se utilizan comúnmente para el heno incluyen el ballico italiano (Lolium multiflorum) y el ballico (L. perenne), con mezclas de otras hierbas y tréboles (rojo, blanco y subterráneo). Cereales como la avena, la cebada o el trigo también suelen formar parte del heno. En muchos países, la mielga (alfalfa) constituye un heno de calidad superior, para el ganado bovino y los caballos.
En climas secos y calurosos, el heno está formado de hierbas muy secas que tienen poco valor nutricional, pero es lo mejor que pueden hacer los granjeros de esas zonas en épocas de escasez de alimentación para el ganado.
Es el material de los granos y hojas el que determina la calidad del heno. Los granjeros intentan encontrar el punto en el que la hoja de un prado alcanza su máximo antes de cortar el forraje. El material segado se deja secando de manera que la mayor parte de la humedad se pierda, pero el material siga siendo lo bastante robusto para que la maquinaria lo pueda recoger del suelo y procesarlo para almacenarlo en fardos, pacas, pilas o en hoyos.

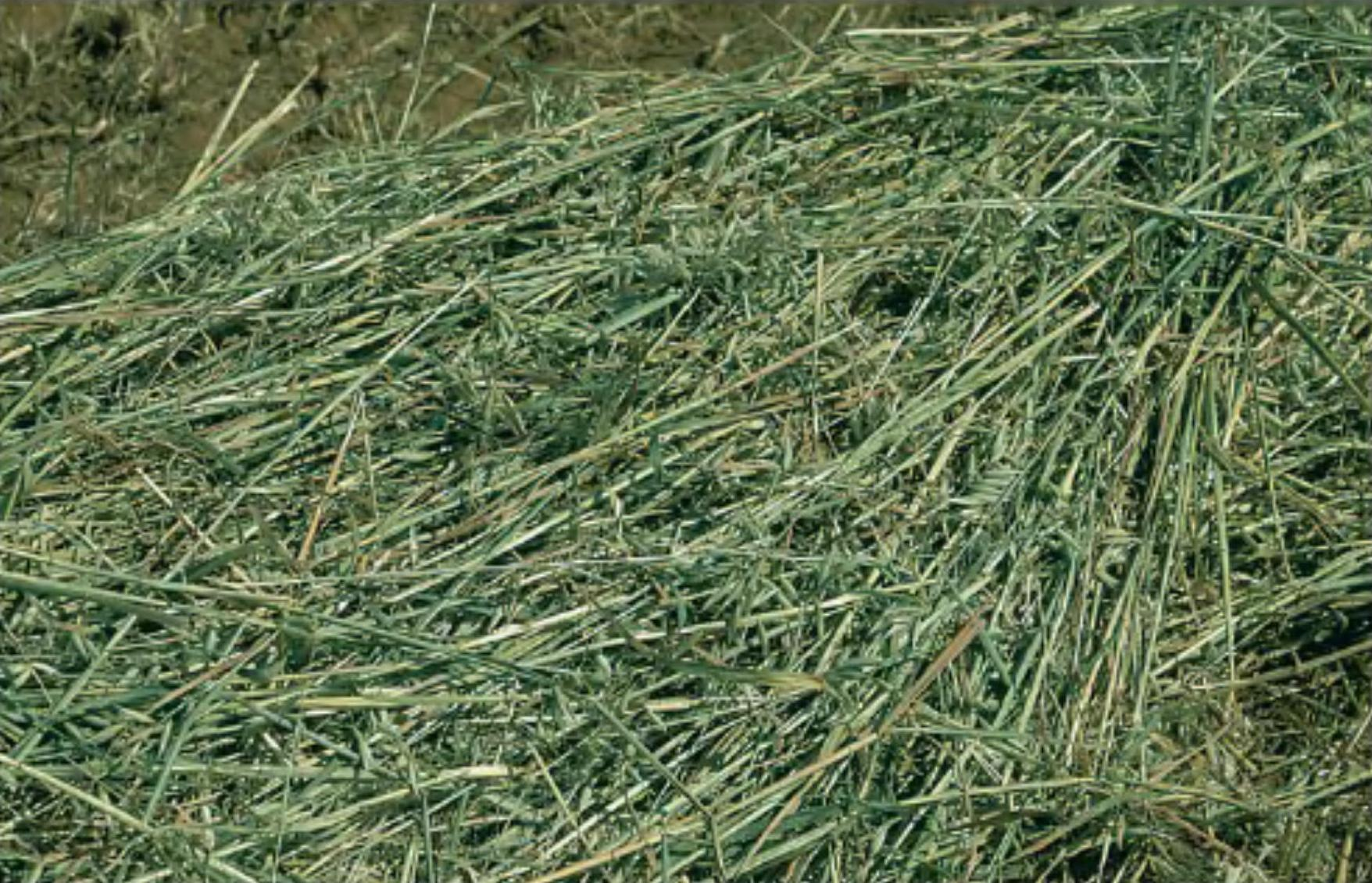
Vista cercana de un heno de buena calidad: verde, no demasiado grueso, e incluye partes terminales de plantas, hojas, y tallos.

## Etimología
La palabra castellana heno deriva del latín fenum, nombre que designaba a la hierba segada y seca para alimento del ganado. Fenum a su vez deriva del protoitálico fēno-, y este del protoindoeuropeo *dʰeh₁-no- ("producción").

## Composición
Las plantas comúnmente utilizadas para el heno incluyen mezclas de hierbas como raigrás (especie Lolium), timotea, bromo, festuca, cynodon, dactylis y otras especies, según la región. El heno también puede incluir leguminosas, como alfalfa y tréboles (rojo, blanco y subterráneo). Las legumbres en el heno se cortan idealmente antes de la floración. Otras hierbas de pasto también son a veces parte de la mezcla, aunque estas plantas no son necesariamente deseables ya que ciertas hierbas son tóxicas para algunos animales.
En el Reino Unido, parte del heno se cosecha de prados de heno gestionados tradicionalmente que tienen una flora muy diversa y que sustentan un rico ecosistema. El heno producido por estos prados es rico en especies y tradicionalmente se usaba para alimentar a los caballos.
Los materiales vegetales de avena, cebada, y trigo se cortan ocasionalmente verdes y se convierten en heno para forraje animal, y más generalmente se usan en forma de paja, un subproducto de la cosecha de tallos y hojas muertas que se empacan después de que el grano ha sido cosechado y trillado. La paja se utiliza principalmente para lecho de animales. Aunque la paja también se usa como forraje, particularmente como fuente de fibra dietética, tiene un valor nutricional más bajo que el heno.
En agroforestería se desarrollan sistemas para producir heno de árboles.
Es el material de la hoja y la semilla en el heno lo que determina su calidad, porque contienen más del valor nutritivo para el animal que los tallos.: 194  Los agricultores tratan de cosechar el heno en el punto en que las cabezas de las semillas no están completamente maduras y la hoja está en su punto máximo cuando se corta la hierba en el campo. El material cortado se deja secar para que se elimine la mayor parte de la humedad, pero el material frondoso aún es lo suficientemente robusto como para ser recogido del suelo por maquinaria y procesado para su almacenamiento en fardos, pilas o pozos. Por lo tanto, los métodos de producción de heno pretenden minimizar el desmoronamiento y la caída de las hojas durante la manipulación.: 194 

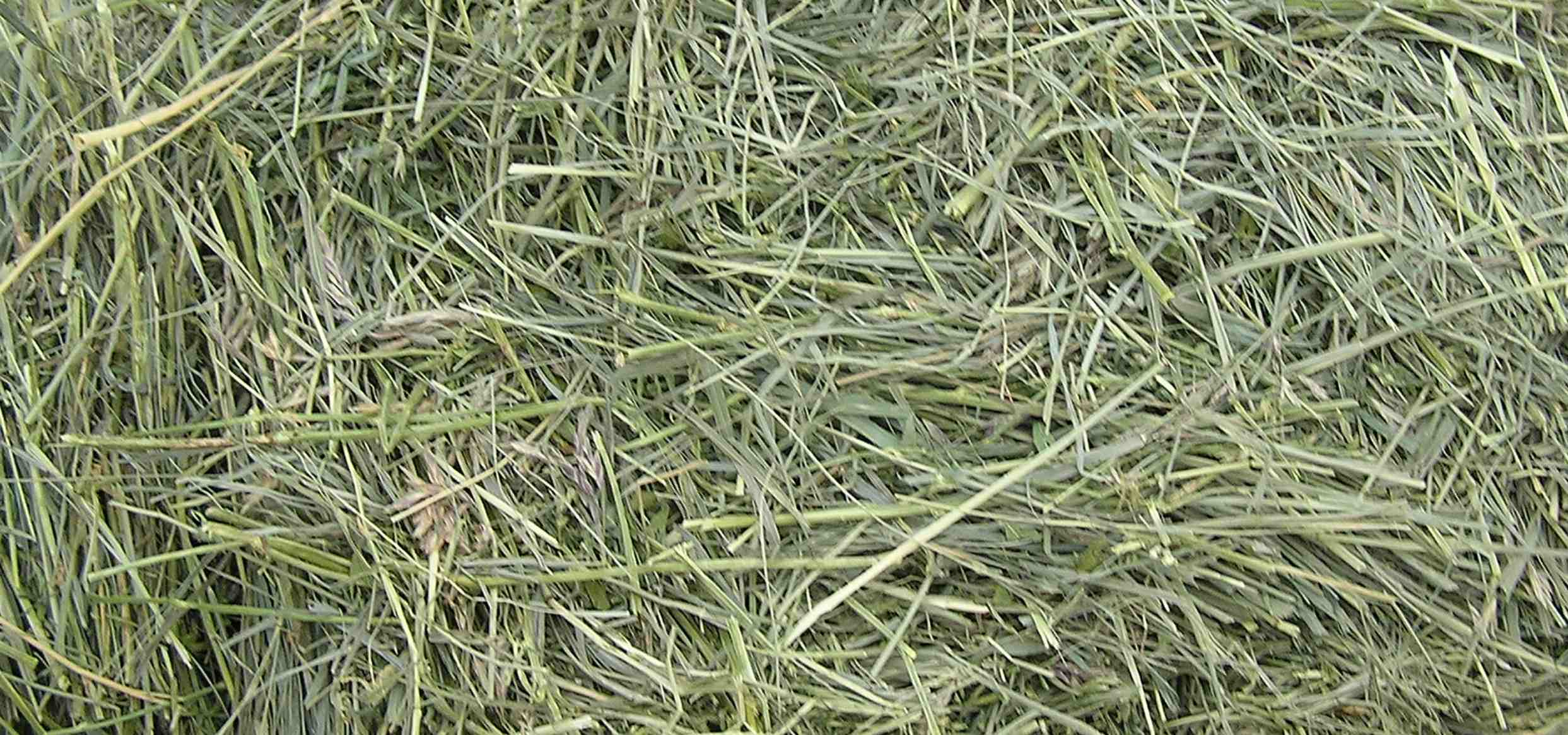
Heno de hierba suelta.

El heno es muy sensible a las condiciones climáticas, especialmente cuando se cosecha. En condiciones de sequía, la producción de semillas y hojas se atrofia, lo que produce un heno que tiene una alta proporción de tallos secos y gruesos que tienen valores nutricionales más bajos. Si el tiempo es demasiado húmedo, el heno cortado se puede echar a perder en el campo antes de que se pueda empacar. Por lo tanto, el mayor riesgo para los agricultores en la producción de cultivos de heno es el tiempo, especialmente el tiempo de las pocas semanas en particular cuando las plantas están en la mejor edad o madurez para el heno. Un golpe de suerte en el tiempo a menudo hace que las tareas de henificación (como cortar, henificar y empacar) pasen a ser la máxima prioridad en la lista de tareas a realizar de la granja. El heno que estaba demasiado húmedo al cortarlo puede desarrollar podredumbre y moho después de ser empacado, creando la posibilidad de que se formen toxinas en el alimento, lo que podría hacer enfermar a los animales.
Después de la cosecha, el heno también debe almacenarse de manera que se evite que se moje. El moho y el deterioro reducen el valor nutricional y pueden causar enfermedades en los animales. Un hongo simbiótico en la festuca puede causar enfermedades en caballos y ganado.

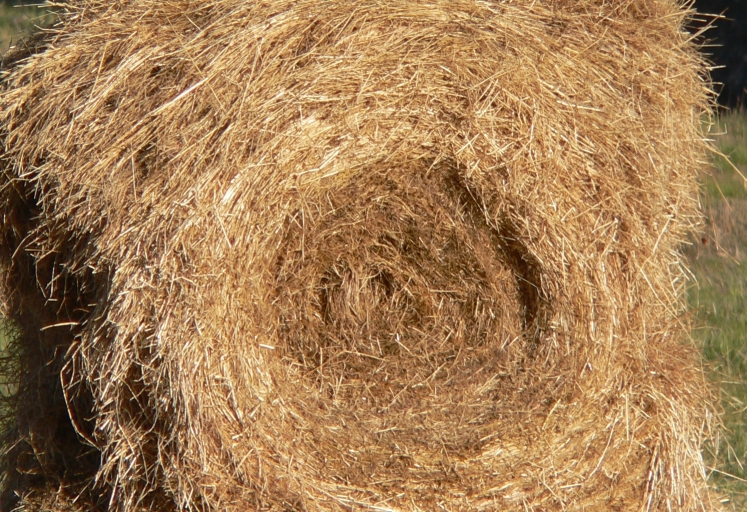
El heno de mala calidad está seco, blanqueado y de tallo grueso. A veces, el heno almacenado al aire libre se verá así en el exterior pero aún estará verde dentro de la paca. Una paca seca, blanqueada o gruesa sigue siendo comestible y proporciona algún valor nutricional siempre que esté seca y no mohosa, polvorienta o podrida.

Una cosecha exitosa de rendimientos máximos de heno de alta calidad depende completamente de la ocurrencia coincidente de condiciones óptimas de cultivo, campo y clima. Cuando esto ocurre, puede haber un período de intensa actividad en la granja de heno mientras continúa la cosecha hasta que las condiciones climáticas se vuelven desfavorables.

## Usos
El heno se utiliza normalmente para alimentar a animales domésticos como las ovejas, cabras, vacas y caballos cuando o donde no hay suficiente hierba fresca, o cuando la hierba fresca es demasiado rica para una digestión fácil del animal. Los cerdos pueden ser alimentados con heno, pero no digieren la fibra de las plantas muy eficientemente.

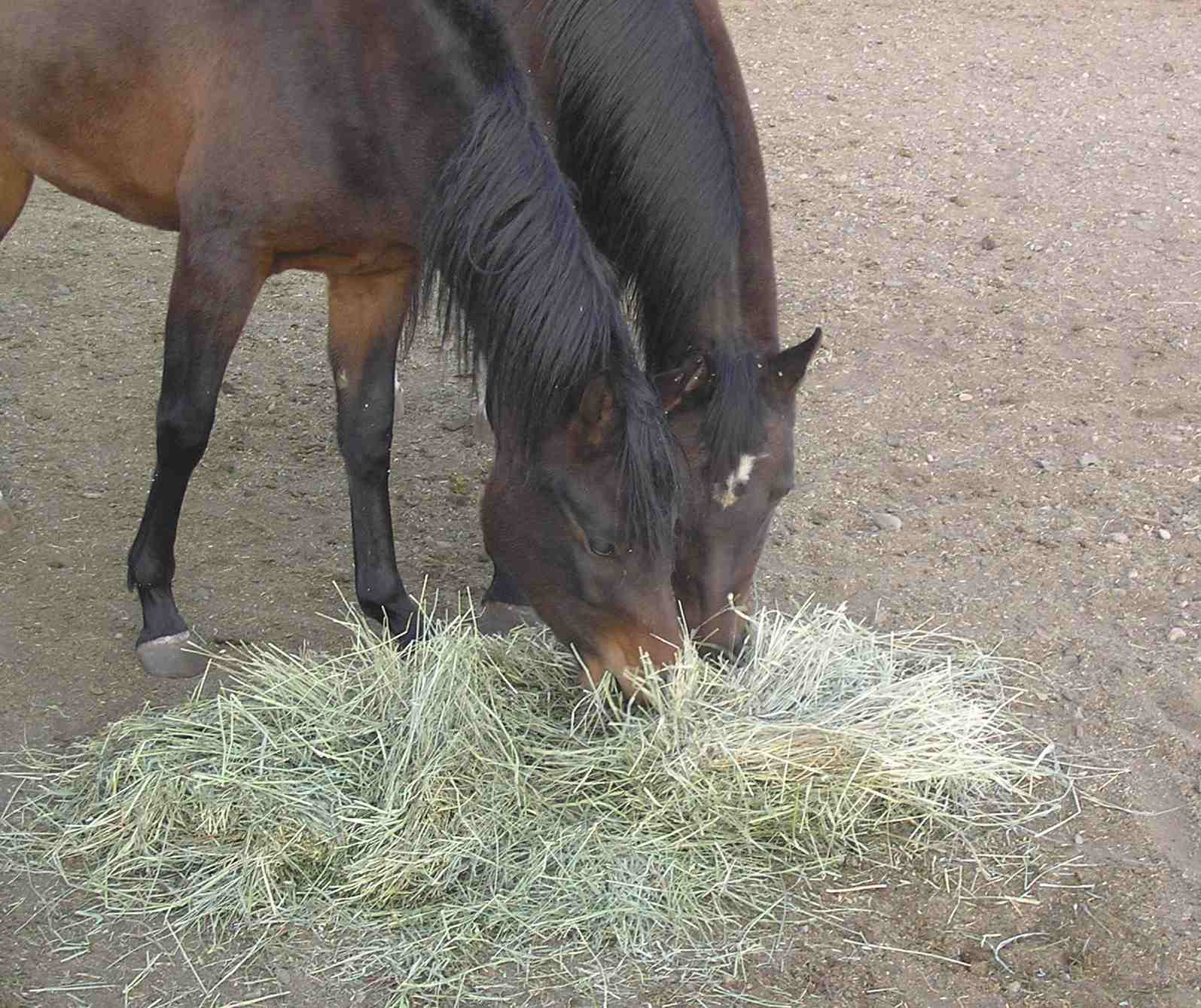
Caballos comiendo heno.

## Producción del heno

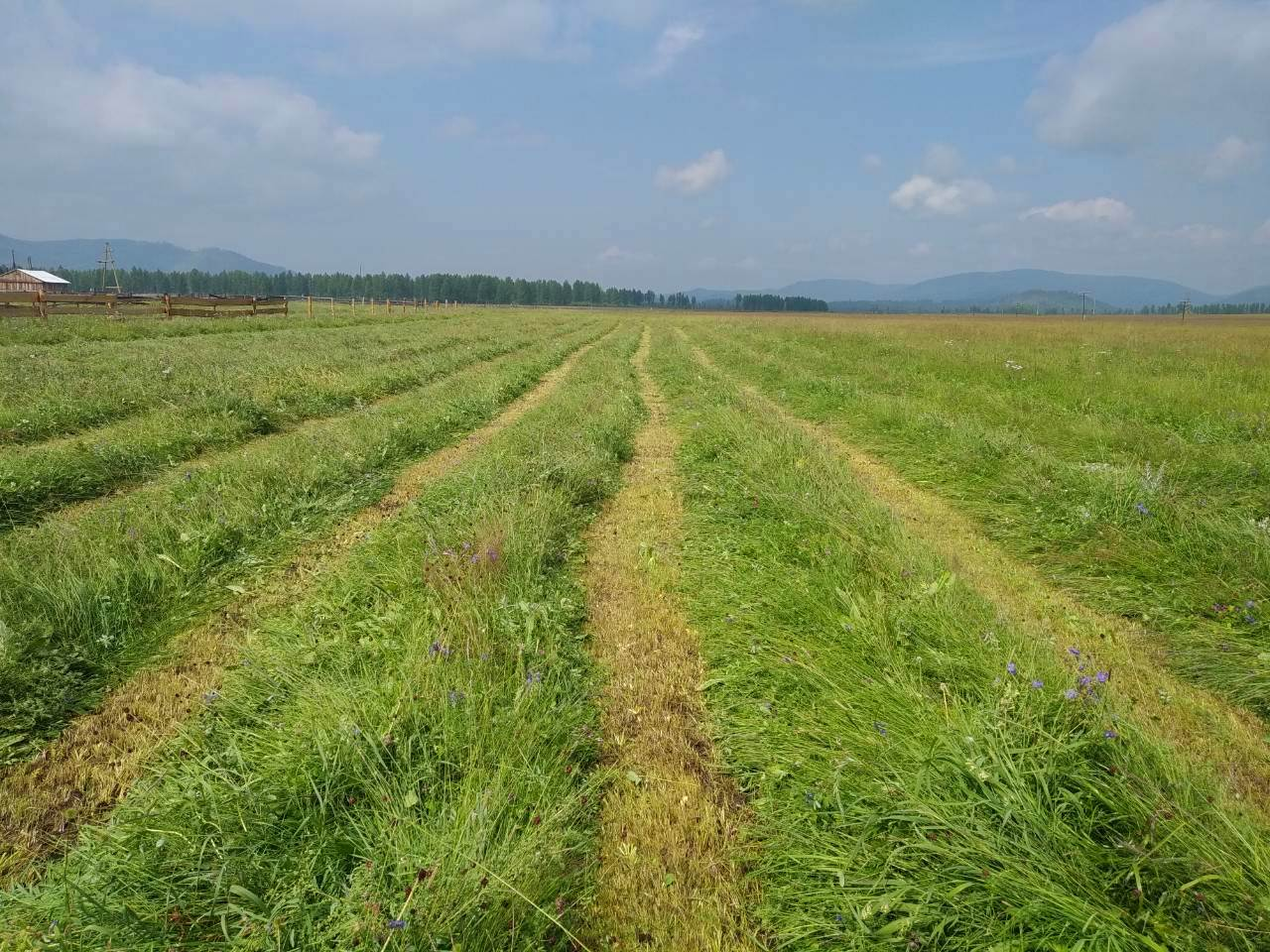
Heno recién cortado en prados alpinos en la región montañosa de Buriatia

Hasta finales del siglo XIX no se hacían crecer hierba y trébol juntos porque los cultivos se rotaban. Sin embargo, en la estación de crecimiento, normalmente la primavera, las granjas producían mucho más forraje del que los animales podían consumir. Justo cuando el pasto alcanzaba su máximo, inmediatamente antes de que la hierba floreciera si se atinaba bien, se cortaba el pasto. Gran parte se seguía segando con guadañas por cuadrillas de hombres. Más tarde, esto se hacía con segadoras tiradas a caballo y, a partir de los años 30, tiradas por tractores. En los años 30, una buena gestión de los pastos demostró que los pastos más productivos eran el ballico y el trébol, por lo que se tomaban compromisos cuando era la hora de segar. Más tarde, algunos granjeros hacían cultivos especiales, como la alfalfa, para conseguir heno de alta calidad o de propósitos especiales.
Durante el periodo de secado, de varios días, el proceso se podía acelerar, y los efectos de la lluvia importaban, dándole la vuelta a la hierba. Al principio esto se hacía a mano con una horca o un rastrillo, y más tarde con rastrillos tirados por tractores. El secado se puede acelerar más con el uso de una henificadora, una máquina que ahueca y extiende la hierba cortada. Este proceso se llama henificación.
Posteriormente, el heno seco se apilaba arrastrándolo a mano o con máquinas, de manera que formara una pila lineal. Mientras se iba apilando, el heno era recogido por otra cuadrilla. Al principio esto se hacía recogiéndolo con una horca en un carro o en un camión, y más tarde con rastrillos de heno enganchados a un automóvil, camión o tractor. Como alternativa, el heno suelto se podía colocar en fajos o haces para su secado antes de recogerlo.
El heno suelto se trasladaba a una zona designada para el apilamiento —normalmente una zona algo elevada para facilitar el drenaje del agua— donde se formaba una pila de heno o almiar. La pila se hacía a prueba de agua (una tarea de considerable habilidad) y el heno se comprimía por su propio peso y se curaba por la liberación de calor de la humedad residual del heno y de las fuerzas de compresión. La pila se rodeaba de una valla para separarla del resto del campo. Cuando hacía falta, el almiar se abría con un cuchillo y cada día parte de él se utilizaba para alimentar a los animales. Dependiendo de la zona, el almiar podía estar apoyado sobre una estructura interna o bajo un tejado móvil que se podía bajar mientras se retiraba heno.
En algunas granjas, el heno suelto se almacenaba en un cobertizo o un galpón, normalmente de manera que se comprimiese y curase. El heno se podía almacenar en la segunda planta del cobertizo, sobre la planta de los animales, o en un cobertizo diseñado especialmente con poca estructura interna para ofrecer más espacio para el heno.
Las pilas de heno producen calor interno debido a la fermentación bacteriana. Si se apila heno con hierba húmeda, el calor producido puede ser suficiente para que se prenda fuego en el almiar. Los granjeros tienen que tener cuidado con niveles de humedad demasiado bajos para evitar esta "combustión espontánea", porque el fuego en un almiar puede ser muy peligroso.

### Almiar

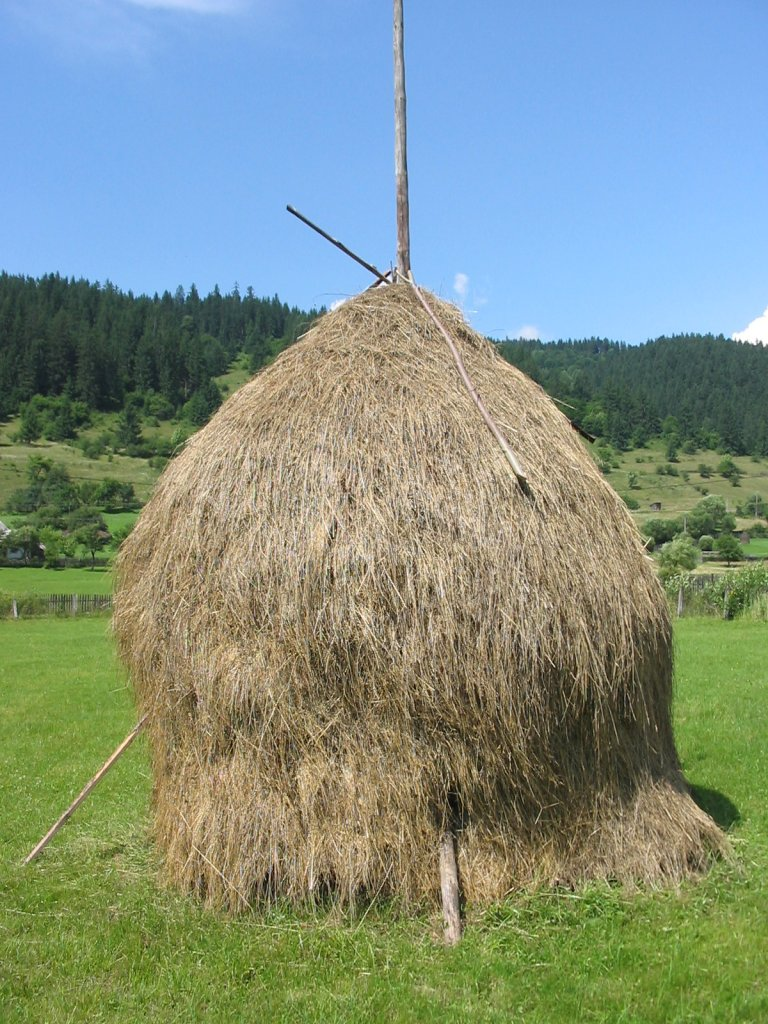
Un almiar tradicional en Rumania.

Los almiares son una construcción rústica, característica de lugares como el Sistema Central en España o zonas agrícolas de Rumania. Se compone de un poste central de madera sobre el que se acumula el heno cortado en pilas.
Alrededor del almiar se levanta un pequeño murete para evitar que el ganado pudiera acercarse y comerse el heno. En la actualidad, con el uso de la maquinaria, este modo de almacenamiento ha sido sustituido por las «pacas» de paja.
Preparar heno requiere una dedicación y buena preparación del mismo para contar con las condiciones óptimas para el consumo del mismo. Debemos tener un lugar adecuado para su almacenamiento y distribución.

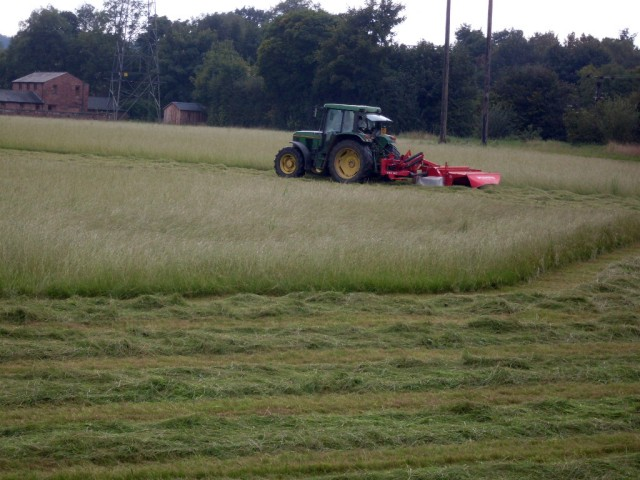
Un tractor segando un campo de forraje, con el heno segado en primer plano.

### Enfardamiento mecanizado

Rotoenfardadora mecánica.

Las enfardadoras o empacadoras móviles, máquinas que recogen y enfardan el heno en un mismo proceso, se desarrollaron alrededor de 1940. Las primeras enfardadoras producían fardos rectangulares lo bastante pequeños para que un hombre pudiera llevarlos sobre su cabeza, colocándolos en el suelo. El tamaño y la forma permitía que una persona pudiera recoger estos fardos, apilarlos en un vehículo para su transporte hacia la zona de almacenamiento y luego construir un almiar. Como la lluvia arrastra los nutrientes del heno, este se solía almacenar en un cobertizo o se protegía con una lona impermeable.
Tras algunos intentos de mecanizar el transporte de fardos pequeños desde el campo al almiar, los granjeros pasaron a utilizar enfardadoras que producían fardos mucho más grandes, maximizando la cantidad de heno que queda protegida de los elementos. Los fardos rectangulares grandes son fáciles de apilar, pero los fardos redondos pueden hacerse más densos y hoy en día son más comunes en los países occidentales. La razón entre el volumen y el área de la superficie posibilita que muchos granjeros de zonas secas puedan dejar los fardos a la intemperie hasta que terminen de ser consumidos. Los granjeros de zonas húmedas han desarrollado bolsas de plástico para envolver los fardos que se dejan fuera.
Estos grandes fardos redondos de heno suponen un peligro para los granjeros: de 1992 a 1998, 74 trabajadores de granja murieron en incidentes con fardos redondos de heno. Hace falta extremar la precaución cuando se trabaja regularmente con grandes fardos redondos de heno.

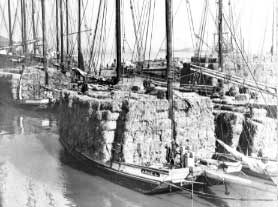
Bote de heno con fardos rectangulares, a finales del.

La cosecha de una cantidad máxima de heno de gran calidad depende completamente de la ocurrencia simultánea de condiciones óptimas del cultivo, el campo y el tiempo. Cuando esto ocurre, puede haber un periodo de actividad intensa en la granja de heno en el que la cosecha prosigue hasta que las condiciones meteorológicas dejan de ser favorables. Durante el periodo de "vacaciones de verano", en el que las escuelas públicas cerraban, era tradición que los niños ayudaran en la cosecha familiar del heno. Esta tradición perdura hoy, aunque hoy en día pocos niños en edad escolar viven en una granja en los países desarrollados.

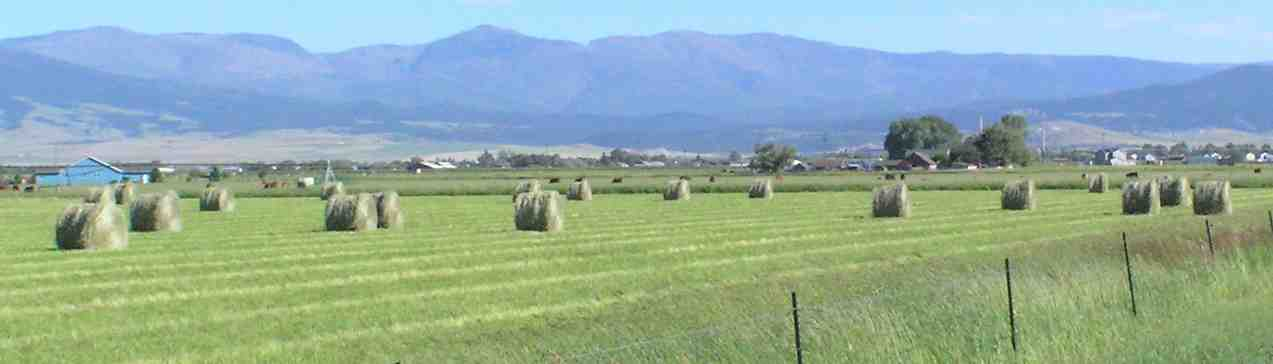
Campo lleno de balas de heno redondas.

## Composición química
| Descripción                     | Agua | Cenizas | Albuminoides | Fibra bruta | Materia extractiva libre de nitrógeno | Lípidos |
| ------------------------------- | ---- | ------- | ------------ | ----------- | ------------------------------------- | ------- |
| Heno de pradera - pobre         | 14.3 | 5.0     | 7.5          | 33.5        | 38.2                                  | 1.5     |
| Heno de pradera - promedio      | 14.3 | 6.2     | 9.7          | 26.3        | 41.6                                  | 2.3     |
| Heno de prado bueno             | 15.0 | 7.0     | 11.7         | 21.9        | 42.3                                  | 2.2     |
| Heno de pradera - mejor         | 16.0 | 7.7     | 13.5         | 19.3        | 40.8                                  | 2.6     |
| Heno de trébol rojo - pobre     | 15.0 | 5.0     | 7.5          | 33.5        | 38.2                                  | 1.5     |
| Heno de trébol rojo - medio     | 16.0 | 5.3     | 12.3         | 26.0        | 38.2                                  | 2.2     |
| Heno de trébol rojo- bueno      | 16.5 | 5.3     | 12.3         | 26.0        | 38.2                                  | 2.2     |
| Heno de trébol rojo- mejor      | 16.5 | 7.0     | 15.3         | 22.2        | 35.8                                  | 3.2     |
| Fibra proteínica                |      |         |              |             |                                       |         |
| Plantas gramíneas (para hierba) |      |         |              |             |                                       |         |
| Phleum pratense                 | 14.3 | 5.0     | 7.5          | 33.5        | 38.2                                  | 1.5     |
| Agrostis gigantea               | 8.9  | 5.2     | 7.9          | 28.6        | 47.5                                  | 1.9     |
| Poa pratensis                   | 9.4  | 7.7     | 10.4         | 19.6        | 50.4                                  | 2.5     |
| Dactylis                        | 9.9  | 6.0     | 8.1          | 32.4        | 41.0                                  | 2.6     |
| Festuca pratensis               | 20.0 | 6.8     | 7.0          | 25.9        | 38.4                                  | 2.7     |
| Bromus                          | 11.0 | 9.5     | 11.6         | 30.8        | 35.2                                  | 1.8     |
| Sorghum halepense               | 10.2 | 6.1     | 7.2          | 28.5        | 45.9                                  | 2.1     |
| Plantas leguminosas             |      |         |              |             |                                       |         |
| Alfalfa                         | 8.4  | 7.4     | 14.3         | 25.0        | 42.7                                  | 2.2     |
| Trifolium pratense              | 20.8 | 6.6     | 12.4         | 21.9        | 33.8                                  | 4.5     |
| Trifolium incarnatum            | 9.6  | 8.6     | 15.2         | 27.2        | 36.6                                  | 2.8     |
| Vigna unguiculata               | 10.7 | 7.5     | 16.6         | 20.1        | 42.2                                  | 2.9     |
| Glycine max                     | 11.3 | 7.2     | 15.4         | 22.3        | 38.6                                  | 5.2     |
| Hordeum vulgare                 | 10.6 | 5.3     | 9.3          | 23.6        | 48.7                                  | 2.5     |
| Avena sativa                    | 16.0 | 6.1     | 7.4          | 27.2        | 40.6                                  | 2.7     |